# 安田文吉
安田 文吉（やすだ ぶんきち、1945年11月19日 - ）は、日本の近世文学研究者、演劇研究者。南山大学名誉教授、東海学園大学特任教授。日本歌謡学会常任理事、日本近世文学会委員、名古屋芸能文化会代表。母は、常磐津文字登和（常磐津節、三味線）。妻は、安田徳子（中世文学、芸能研究、岐阜聖徳学園大学教育学部教授）。

## 経歴
名古屋市熱田区に生まれる。幼少より、常磐津節や名古屋西川流などに親しむ。東海中学校・高等学校を経て、名古屋大学文学部に入学。浄瑠璃や歌舞伎などの伝統芸能を研究する。1975年、名古屋大学大学院文学研究科博士課程修了、1996年、文学博士。1977年、南山大学文学部国語学国文学科専任講師に就任、1986年に同助教授、1989年、同教授。1992年『常磐津節の基礎的研究』（和泉書院）で、第10回1992年度田辺尚雄賞（東洋音楽学会）を受賞した。2012年、中京独立戦略本部本部員。2014年、南山大学定年退職、東海学園大学人文学部教授に就任。2019年度名古屋市芸術特賞受賞。
東海圏で唯一、学生主体の「学生歌舞伎」を指導・実施していた。

## テレビ出演
- 北陸東海（1987年4月〜1989年3月、NHK<中部地区7県>） - 文さんの味な旅[4]

## 著書
- 「ゆめのあと」諸本考、＜文化財叢書＞第74号、名古屋市教育委員会、1978年
- 幕末明治常磐津史、＜文化財叢書＞第80号、名古屋市教育委員会、1980年
- 常磐津節の基礎的研究、和泉書院、1992年 ISBN 978-4870885295
- 歌舞伎入門（安田徳子との共著）、おうふう、1995年 ISBN 978-4273028527
- ひだ・みの 地芝居の魅力（安田徳子との共著）、岐阜新聞社、2009年 ISBN 978-4877971397